# Габдрахимов, Камиль Махмутович
Габдрахи́мов Камиль Махмутови́ч (родился 6 февраля 1962 года, деревня Ванышево Бураевский район Республики Башкортостан) — Инженер лесного хозяйства, кандидат биологических наук (1992 г.), доктор сельскохозяйственных наук (2003 г.), профессор (2006 г.), заслуженный лесовод Республики Башкортостан (2010 г.)

## Биография
Габдрахимов Камиль Махмутович в 1979 году окончил среднюю школу в д. Ванышево Бураевского района БАССР. В 1979-1984гг. студент Башкирского сельскохозяйственного института. В 1984–1991 гг. работал – мл. научный сотрудник, ассистент, ст. преподаватель кафедры лесоводства, в 1991–1995 гг. – председатель профкома студентов БСХИ, в 1995–2003 гг. – доцент, ст. научный сотрудник, профессор кафедры лесоводства, в 2003–2006 гг. – зав. кафедрой лесных культур, в 2006–2011 гг. – декан факультета землеустройства и лесного хозяйства, с 2011 г. – директор АНО «Институт рационального природопользования» и продолжал работать на факультете "Агротехнология и лесного хозяйства" Башкирский государственный аграрный университет".
Впервые разработал теоретические и методологические основы оценки и классификации лесов по экологической продуктивности, повышения устойчивости и сохранения биоразнообразия лесов. Также им разработаны теоретические и практические приемы воспроизводства высокопродуктивных и устойчивых сосняков, установлены закономерности восстановления сосновых лесов после полосно-постепенных рубок. В системе ведения лесного хозяйства Республики Башкортостан задействована разработанная им организационно-техническая система проведения учета, оценки возобновления вырубок хозяйственно-ценными породами, ухода за самосевом и подростом. Основные практические предложения нашли отражение в рекомендациях по инвентаризации лесов, по ведению хозяйства вокруг заповедных лесов и по постоянству лесопользования в лесных культурах. Рекомендации по оптимизации лесоаграрных ландшафтов внедрены в систему ведения агропромышленного производства в Республике Башкортостан. Научные труды посвящены проблемам лесопользования, лесоустройства, воспроизводства лесов Республики Башкортостан и сохранения их биологического разнообразия. Основные результаты научных исследований отражены в учебных дисциплинах вузов лесохозяйственного и экологического профиля. Направление научной деятельности: повышение экологической продуктивности и воспроизводства лесов. Тема докторской диссертации: «Эколого-лесоводственные основы воспроизводства сосняков Южного Урала».

## Избранные труды
- Эколого-лесоводственные основы формирования высокопродуктивных липняков : учеб. пособие студ., обучающимся по спец. 26.04.00 "Лесное и лесопарковое хозяйство" / А. К. Габделхаков, К. М. Габдрахимов, С. И. Конашова, Р. Р. Фаттахова, А. Ф. Хайретдинов ; ред. А. Ф. Хайретдинов ; Башкирский гос. аграрный ун-т, М-во лесн. хоз-ва Республики Башкортостан. - Уфа : БГАУ, 1998. - 190 с.
- Почвенная экология лесов Предуралья / К. М. Габдрахимов, И. Г. Сабирзянов ; ред. А. Ф. Хайретдинов ; Башкирский гос. аграрный ун-т. - Уфа : БГАУ, 2000. - 132 с.
- Экологический потенциал лесов Южного Урала : Учеб. пособие / К. М. Габдрахимов, А. Ф. Хайретдинов ; Башкирский ГАУ. - Уфа : БГАУ, 2000. - 203 с. - Библиогр.: с. 198-202.
- Экология восстановления сосняков Южного Урала : учеб. пособие / К. М. Габдрахимов, Р. З. Хатмуллин ; ред. А. Ф. Хайретдинов ; Башкирский ГАУ. - Уфа : БГАУ, 2001. - 132 с. : ил. - Библиогр.:с.126-130.
- Эколого-лесоводственные основы воспроизводства сосняков Южного Урала : автореферат дис. ... д-ра с.-х. наук : 06.03.03. - Екатеринбург, 2002. - 40 с. - Библиогр.: с. 37-40.
- Воспроизводство и повышение экологической продуктивности лесов Южного Урала : монография / К. М. Габдрахимов, И. Г. Сабирзянов ; Московский гос. ун-т леса. - М. : МГУЛ, 2006. - 309 с. - Библиогр.: с. 245-278.
- Ландшафтная архитектура сельских населенных мест / К. М. Габдрахимов, С. И. Конашова, Р. Р. Султанова, А. Ф. Хайретдинов. - Уфа : БГАУ, 2007. - 165 с. - Библиогр.: с. 164-165.
- Леса и лесоводы Башкортостана / К. М. Габдрахимов, Р. Б. Набиуллин, А. Ф. Хайретдинов ; Башкирский ГАУ. - Уфа : БашГАУ, 2010. - 333 с. - Библиогр.: с. 322-332.
- Лесомелиорация : учебное пособие / К. М. Габдрахимов, А. Ш. Тимерьянов; Башкирский ГАУ. - Уфа : Башкирский ГАУ, 2012. - 139 с. - Библиогр.: с. 138-139.
- Апробационные признаки посадочного материала и помология семечковых культур (яблоня, груша) : учебное пособие для обучающихся по направлению 4.35.03.04 Агрономия, 4.35.03.03 Агрохимия и агропочвоведение, 4.35.04.04 Агрономия / [А. В. Валитов [и др.]] ; Министерство сельского хозяйства РФ, Башкирский государственный аграрный университет. - Уфа : Башкирский ГАУ, 2018. - 167 с. - Библиогр.: с. 167.
- Насаждения на склонах при оценке и размыва берегов рек / Р. Ф. Мустафин, К. М. Габдрахимов, И. Б. Рыжков, А. Р. Раянова // Лесной вестник. - 2019. - № 2. - С. 78-80.
- Справочное пособие для кадастрового инженера / Сообщество кадастровых инженеров БТИ РБ; сост. К. М. Габдрахимов [и др.]. - Уфа : ДизайнПресс, 2012. -.Т. 1. - 388 с.
- Справочное пособие для кадастрового инженера / Сообщество кадастровых инженеров БТИ РБ; сост. К. М. Габдрахимов [и др.]. - Уфа : ДизайнПресс, 2012. - Т. 2. - 2012. - 319 с.